# Албрехт фон Тримберг
Албрехт фон Тримберг (на немски: Albrecht von Trimberg; † сл. 7 октомври 1261) от франкската благородническа фамилия Тримберг, е господар на замък Тримберг при Елферсхаузен в Бавария.

## Произход и наследство
Той е син на Конрад I фон Тримберг († сл. 1230) и съпругата му Мехтилд фон Грумбах, дъщеря на Алберт I фон Ротенфелс-Грумбах, фогт фон Китцинген († 1190), и съпругата му фон Лобдебург. Внук е на Попо фон Тримберг († сл. 1189) и правнук на Гозвин фон Тримберг († сл. 1151), който започва през 1135 г. да строи замък Тримберг. Брат е на Хайнрих фон Тримберг († 1236), женен пр. 1236 г. за Мехтилд фон Хенеберг, на Попо III († 1271), епископ на Вюрцбург (1267 – 1271) и на брат, който е комтур на Йоанитския орден във Вюрцбург (1239).
Албрехт фон Тримберг и баща му Конрад I фон Тримберг дават през 1226 г. замъка Тримберг за ползване на манастир Вюрцбург. Родът на господарите на Тримберг изчезва по мъжка линия през 1384 г.

## Фамилия
Албрехт фон Тримберг се жени пр. 1247 г. за Луитгард фон Бюдинген († сл. 1257), дъщеря на Герлах II фон Бюдинген († 1245) и Мехтхилд фон Цигенхайн († 1229).
Със смъртта на Герлах II фон Бюдинген след 1240 и преди 1247 г. фамилията на господарите на Бюдинген измира по мъжка линия. Герлах II фон Бюдинген е наследен от зетовете му, господарите Конрад фон Хоенлое-Браунек-Романя († 1249), Албрехт фон Тримберг, Еберхард I фон Бройберг († 1286), Роземан фон Изенбург-Кемпених († сл. 1264), и Лудвиг I фон Изенбург-Бюдинген († ок. 1304).
Албрехт и Луитгард имат децата:
- Конрад фон Тримберг III († 1281), женен пр. 21 юли 1264 г. за Аделхайд фон Вилдберг († сл. 13 ноември 1292), дъщеря на граф Манголд фон Вилдберг († 1277)
- Мехтилд фон Тримберг († сл. 1297), омъжена за Алберт фон Щернберг († 1253/1255), син на Хайнрих II фон Щернберг († 1228)
- Луитгарт фон Тримберг (* ок. 1216; † 1297), омъжена за граф Хайнрих IV фон Диц-Вайлнау († сл. 1281), син на граф Хайнрих III фон Диц-Вайлнау († 1230)